# Ceratotrocha cornigera
Ceratotrocha cornigera är en hjuldjursart som först beskrevs av David Bryce 1893.  Ceratotrocha cornigera ingår i släktet Ceratotrocha och familjen Philodinidae. Inga underarter finns listade i Catalogue of Life.